# Anumeta punctata
Anumeta punctata là một loài bướm đêm trong họ Erebidae.